# Chiesa di San Marziale (Colle di Val d'Elsa)
La chiesa di San Marziale è un luogo di culto cattolico che sorge nei pressi del ponte sul fiume Elsa, all'inizio dell'abitato di Gracciano dell'Elsa, frazione di Colle di Val d'Elsa, vicino al luogo dove si svolse la Battaglia di Colle del 1269.

## Storia e descrizione
Secondo la tradizione, la chiesa di San Marziale sarebbe stata costruita nel luogo dove sorgeva la tomba di Austricliniano, che si vuole essere stato resuscitato da San Marziale di Limoges, che poi è divenuto patrono di Colle di Val d'Elsa.
L'ingresso, rialzato rispetto al piano stradale, è dotato di un loggiato risalente all'Ottocento dove è posto il busto in marmo di Giovan Battista Schmidt, un industriale boemo del vetro del 1800, che ha contribuito alla nascita dell'industria del vetro (e poi del cristallo), vanto di Colle di Val d'Elsa.
All'interno, sull'altare maggiore, una tela di scuola fiorentina del XVII secolo, opera di Giovan Pietro Benini, raffigurante San Marziale che compie il miracolo. Vi è poi un affresco, forse del Vecchietta, raffigurante la moltiplicazione dei pani e l'incontro di Gesù con Zaccheo. Alle pareti laterali un San Michele, forse del XVIII secolo e due statue di legno policromo, raffiguranti San Marziale e S. Antonio Abate.